# إياد السراج
إياد السراج طبيب نفس فلسطيني رائد. عمل مستشارا للوفد الفلسطيني في قمة كامب ديفيد عام 2000. ترأس قائمة الوعد في الانتخابات الفلسطينية عام 2006. توفي في أحد المستشفيات الإسرائيلية، مركز هداسا الطبي في القدس.
في 29 يونيو 2009، ظهر السراج ضمن لجنة الأمم المتحدة لتقصي الحقائق بشأن النزاع في غزة. ظهر كشاهد نيابة عن «برنامج غزة للصحة النفسية» مشيرا إلى أن 20٪ من الأطفال في غزة يعانون من اضطراب ما بعد الصدمة.
أسس السراج «برنامج غزة للصحة النفسية» (GCMHP).
شغل السراج منصب رئيس كلية السلام الإسرائيلي الفلسطيني الدولية، وعضو في العديد من المنظمات الصحية الأخرى.
كتب السراج اراءه الشخصية في عام 1997 حول «لماذا اصبحنا انتحاريين: فهم الإرهاب الفلسطيني» الذي يرسم العديد من العوامل بما في ذلك «العيش تحت الاحتلال الإسرائيلي». يعني فرض قيود على السفر، وجود جنسية غير محددة، طلب للتجسس على أهلك، والتعامل مع نقاط التفتيش، الاستخفاف بالناس، ورؤية شخص الرسول يتعرض للإساءة.
وكان السراج قلق إزاء «الضرر للصحة النفسية الناجمة عن القمع السياسي وتحدى كل من انتهاكات إسرائيلية وفلسطينية»، وكان قد سجن في أوقات مختلفة من قبل كل من إسرائيل والسلطة الفلسطينية أيام حكم الزعيم ياسر عرفات.